# Cyprian Grodzki
Cyprian Maria Grodzki, dawniej Roman Grodzki (ur. 20 stycznia 1908 w Warszawie, zm. 19 marca 2000) – polski lekkoatleta, który specjalizował się w chodzie sportowym, franciszkanin.
W 1925 ustanowił najlepszy wynik w Polsce w chodzie na 1 kilometr – 4:23,8. Jako zawodnik AKS Warszawa 4 października 1931 zdobył brązowy medal rozgrywanych na przedmieściach Wilna mistrzostw Polski w chodzie na 50 kilometrów (czas: 5:34:47,2). Był wszechstronnym sportowcem: chodziarzem, biegaczem oraz piłkarzem. Absolwent Szkoły Handlowej Zgromadzenia Kupców (1926). Od 1927 był członkiem zarządu Warszawskiego Okręgowego Związku Lekkiej Atletyki oraz sędzią lekkoatletycznym i piłkarskim.
W 1932 wstąpił do zakonu franciszkanów w Niepokalanowie. Pracował jako reporter "Małego Dziennika 5 Groszy" – był sprawozdawcą tej gazety podczas igrzysk olimpijskich w Berlinie w 1936. Od 1938 pełnił funkcję osobistego sekretarza Maksymiliana Kolbe. 19 września 1939 wraz z innymi franciszkanami został wywieziony najpierw do Amtitz koło Gubina (obecnie Gębice), a następnie do obozu w Ostrzeszowie. 8 grudnia 1939 został zwolniony z obozu koncentracyjnego. Po drugiej wojnie światowej pracował jako katecheta oraz sekretarz redakcji "Rycerza Niepokalanej". W latach 1957–1981 dokumentował na zdjęciach życie kościelne w Polsce w tym pielgrzymkę do kraju Jana Pawła II. W 1982 został odznaczony nagrodą im. Brata Alberta.